# メタルヘッド
メタルヘッドは高平鳴海によって製作されたテーブルトークRPG（TRPG）のタイトル。ジャンルはサイバーパンク。1990年にシリーズ第一弾が発売され、以後、何度かのバージョンアップを続けている。カバーイラストは全シリーズにおいて米村孝一郎がメインイラストレイターを務めている。

## 概要
日本のTRPGで「サイバーパンク」というジャンルを本格的に扱った最初のタイトル。
メタルヘッドで扱われている近未来の世界は、高度に文明化された都市部と、旧世紀の文明が破壊された跡地である荒野とで、世界が二分されている。このことから、ウィリアム・ギブスンやブルース・スターリングが描いたような「機械と人間との融合による社会構造の変化を描く」という原理主義的なサイバーパンクの雰囲気だけでなく、映画マッドマックスや漫画北斗の拳、ゲームメタルマックスのような「荒廃した近未来世界」というアフターホロコーストの雰囲気も色濃く押し出されたゲームとなっている。もちろんスタンダードなサイバーパンクなシナリオも十分に遊ぶことができるが、「倒壊した旧世紀のビルが立ち並ぶ荒野で、パワードスーツや重火器で武装化した近未来の山賊たちを、同じように武装化したプレイヤーキャラクターたちが用心棒として退治する」という西部劇のような雰囲気もメタルヘッドのスタンダードなシナリオの一形態となっているのが特徴である。
このことから、メタルヘッドシリーズはサイバーパンクではなく、サイバーアクションというジャンル名を広告などではつけられることもある。

## システム
d20システム版以外のシリーズ全作に共通する部分を抜き出す。

### キャラクターメイキング
プレイヤーキャラクターが何の分野のプロフェッショナルかを表したキャラクタークラスを選び、能力値や技能値を配分することでキャラクターは作成される。どのようなキャラクタークラスが存在するかについてはメタルヘッド#キャラクタークラス一覧を参照。

### 行為判定
行為判定はパーセンテージロールに属する下方判定をベースにしている。
キャラクターごとに技能判定の成功率が1〜100の範囲で設定されており、パーセンテージロールでその数値以下の値が出れば、その技能を使った行為判定が成功とみなされる。
また、キャラクターの能力値で行う能力値判定では、2D6と能力値の合計が判定値以上で成功とする行為判定も用いられる場合がある。

### 戦闘ルール
戦闘ルールは、ヒットポイントのような数値を削りあっていくという従来のRPGの戦闘イメージと大きく異なり、「腕が使えなくなった」「死亡した」「装甲により攻撃が止められ全くの無害」などといった具体的な損傷の描写が、攻撃のたびに直接適用されるルールになっている。攻撃には命中部位が存在し、これは命中判定やダメージ判定の流れの中で半ばランダムに決定される。そして、損傷効果は部位ごとに与えられる。
このルールはパワードスーツや武装車輌といったメカニック同士の戦いでも同じものが使われる。メカニックの場合は命中部位が、「本体部分」、パワープラント部」、「エンジン部」などに分かれることになる。人間とメカニックが同じルールで扱われることは、生身の人間を大型メカ同士の戦闘シーンに混ぜることが簡単にできるということであり、メカニックにひけをとらないパワーを持つ「サイボーグ化された怪力の男」などが普通に出てくるメタルヘッドならではのルールシステムであるといえる。

## 世界設定
メタルヘッドの世界は22世紀中ごろの地球である。詳細な年代はシリーズによって違うが、その誤差は数十年であり、世界のおおまかな文明レベルは劇的には変わっていない。
メタルヘッドの世界では、過去の戦争や環境破壊により、国家は解体し、地球は汚染されてしまっている。人類の多くは世界各地に立てられた「メガシティ」と呼ばれる巨大都市に引きこもって暮らしている。メガシティは高度にコンピュータ化された科学文明によって守られた未来都市だが、行政は大企業によって行われているため、富める者にとっては楽園だが貧しい者にとっては地獄という貧富の差の激しい世界である。
メガシティ以外の場所は荒野が広がっている。また、廃棄された旧文明（20世紀、21世紀）の町もいくつも存在している。荒野はメガシティに比べて自由も多いフロンティアであり、新時代の開拓者たちが小規模な街や村を作り出している。しかし、荒野は自由な分、危険も多い弱肉強食の世界である。機械武装化した野盗（バンデッド）などのならず者たちが幅を利かしていることも多い。
このような世界の中でプレイヤーキャラクターたちは「ハンター」と呼ばれる業種につく。ハンターとはこの世界におけるトラブルシューターたちであり、金さえもらえばなんでもこなす何でも屋である。ハンターたちの互助会として世界規模のネットワークを持つ「ハンター協会（ハンターズギルド）」が存在しており、そこには戦闘のプロ、メカニックのプロ、調査のプロ、交渉のプロといった、さまざまな分野のプロフェッショナルが揃っている。そして、協会に依頼がもちこまれたとき、彼らはチームを組んで依頼者から与えられた仕事をこなすのである。ハンターには実力があれば誰でもなることができ、一流のハンターともなれば莫大な収入と社会的名声が得られる。弱肉強食のこの世界では成り上がるための手段として人気のある職業でもある。

## シリーズごとの特徴

### メタルヘッド
1990年にホビージャパンよりボックス版にて発売された、メタルヘッドシリーズ第一弾が『メタルヘッド』である（以後、『無印』と表記する）。ゲームデザインは高平鳴海とチームアガルタ。ゲームの舞台となるのは2150年代の地球である。
当時の日本のTRPGはファンタジーがメインストリームであり、サイバーパンクといったジャンルはTRPGの世界ではマイナーなものとして扱われていた。そこでサイバーパンクをTRPGとして落とし込むにあたり、従来のファンタジーRPG的なプレイスタイルが可能なように世界観やシステムが工夫された。その結果、上記で解説したような西部劇的なゲームが生まれることとなった。
プレイヤーキャラクターは、ファンタジー世界の冒険者の代わりに近未来のトラブルシューター（ハンターと呼ばれる）になり、剣と魔法の代わりに銃火器とサイバーパーツを身につけ、ゴブリンの代わりに野盗を退治し、ダンジョンの代わりに20世紀文明の遺跡を探索するのである。さらに、仮想現実化された電脳空間はファンタジー世界そのものといえるような異世界として描写されることもあった。
このシリーズはTRPG冬の時代を契機に終了してしまい、次作『マキシマム』までは数年のブランクがある。
- 製品リスト
  - メタルヘッド フロンティア2150（基本ルール）
  - メタルヘッドバックアップスクリーン（マスタースクリーン）
  - サイクロン（追加データ、シナリオ集）
  - コアストライク（コンピュータネットワーク用追加ルール）
  - ハードブレイク（アングラゲーム用ルール、シナリオ集）
  - クロムビート（メカニックの追加ルール）
  - ヴァーチャル・シティ（ワールドガイド）
  - ヘビーソルジャー（コンバットシェル追加データ、シミュレーションボードゲーム）
  - メタルヘッドハンドブック（入門向け解説書）

### メタルヘッド・マキシマム
2000年にゲーム・フィールドよりB5判書籍にて発売された、メタルヘッドシリーズ第二弾が『メタルヘッド・マキシマム』である（以後、『マキシマム』と表記する）。ゲームデザインは高平鳴海とファーイースト・アミューズメント・リサーチ。
『無印』のエッセンスを受け継ぎつつ、ルールを簡略化の方向で整理しなおしたシリーズである。『マキシマム』の基本ルールブックは、『無印』の全製品のルールとデータをまとめなおし取捨選択して一冊にしたものであり、ルールブックの各章には『無印』のサプリメントの名前がそのまま章題に使われている。なお、『無印』で発売が予告されつつも立ち消えとなった「バウンサーエキスパンション」も章のタイトルに使われている。
『マキシマム』は『無印』から10年後である2160年代を舞台にしている。この時代では、「都市」「荒野」に続く第三勢力「月世界」が登場し、彼らが地球に間接的にもたらすことになったオーバーテクノロジーが世界のバランスを大きく揺るがすようになっている。月世界のオーバーテクノロジーは「パンドラ」と呼ばれ、これを手に入れたプレイヤーキャラクターは通常ではありえないほどの圧倒的な力を持つようになる。パンドラは『マキシマム』の製作を担当したF.E.A.R.社製のTRPGによく見られるヒーローポイント的なリソースであるとも言え、『無印』とのもっとも大きな違いとなっている。
ゲームサポートについては2001年にサプリメントが一冊発売されたきりではあるのだが、ゲーマーズ・フィールド誌で2008年までサポート記事が連載されていた。
- 製品リスト
  - メタルヘッド・マキシマム（基本ルール）
  - マインドクライム（追加データ&シナリオ集）

### メタルヘッド Frontier 2150／d20 エディション
2008年3月にホビージャパンよりB5判書籍にて発売された、d20システム版のメタルヘッドが『メタルヘッド Frontier 2150／d20 エディション』である（以後、『d20』と表記する）。ゲームデザインは高平鳴海で、ライターとしては関根博寿、南郷隆、西上柾、銅大などがかかわっている。
ゲームの舞台となるのは2150年代であり、世界観は『無印』を踏襲している。ベースとなったシステムはd20モダンであり、d20モダンのサプリメントとしての体裁が強い。楽天ブックスなどでは「この商品はメタルヘッドd20のみで遊べます」と表記されているが、d20モダンのルールブックがないとプレイ支障をきたす部分もあり、特にキャラクターメイキングや成長に関する要素はd20モダンもしくはダンジョンズ&ドラゴンズのルールブックの参照を前提としている。
ヤードポンド法による表記とメートル法による表記が入り乱れていることや、「ネットライナー」（コンピュータネットワークの専門家のこと）のキャラクタークラスはあるのにコンピュータネット関連のルールは皆無であるなど、ルール上の不整合が目立つ側面もあり、また独自ルールを採用しており、ヴィークルやその他のデータはd20モダンを始めとする他のd20システムとの互換性が無い。結果、サプリメントとしても使用しづらい所がある。
- 製品リスト
  - メタルヘッド Frontier 2150／d20 エディション（基本ルール）
  - 虹の天使フリー＝アイ（小説）

### メタルヘッド・エクストリーム
2008年5月31日に新紀元社よりB5判書籍にて発売されたのがメタルヘッドシリーズ第三弾が『メタルヘッド・エクストリーム』である （以後、『エクストリーム』と表記する）。ゲームデザインは高平鳴海とファーイースト・アミューズメント・リサーチで、ライターとしては小太刀右京、三輪清宗などが関わる。ゲームの舞台は『マキシマム』からさらに10年後である2170年代となる。
ハンターギルドから離反した新組織「ヴェーダ」の登場により、ハンターVSヴェーダの戦争、抗争が勃発している世界となっている。ヴェーダは非常に強力な組織であり、ハンターたちを攻撃するために艦隊を派遣することもある。その為、今作では少数精鋭のハンターチームが一個艦隊を相手に戦うというフィクションならではの派手な展開を再現するためにマスコンバット（集団戦闘）のルールが新たに加わっている。
ゲームの基本的なシステムは『無印』『マキシマム』を踏襲しており、「パンドラ」の要素も引き継いでいるが、ゲームバランスは全て見直されているほか、ネットワーク判定の簡素化やターゲットレンジシステムという、マスターがその都度考えて処理する労力を、システム面でパターン化できるように、処理の簡略化も盛り込まれている。
ビジュアルイメージの不足していたパンドラに関する描写の強化・またパンドラの価格を上げる代わりに、LUC（幸運）をヒーローポイントとして用途と汎用性を拡大するなど、その他、多くの点で改善が見られている。
旧作のシナリオやサプリメントの記述を上手く取り入れ、更には製作終盤でありながらも完成したd20版まで参考にしており、難解だったシステム面なども改善され、更にはメカニックや装備などのデータも豊富。
本作の出来栄えに関しては、原作者である高平鳴海も絶賛しており、小太刀右京のブログにて「もし私が死んだら、版権や続編制作を引き継いでもらいたいと思うほどです」とのコメントを残している。
- 製品リスト
  - メタルヘッド・エクストリーム（基本ルールブック）ISBN 978-4775305973
  - 星屑のリグレット（リプレイ集　追加データ有）ISBN 978-4775306741
  - エンドレスホライゾン（追加ルール&追加データブック）ISBN 978-4775307892

## キャラクタークラス一覧
ランドブラスター
車輌をはじめとした様々なメカニックの操縦の専門家。車輌の操縦系とドライバーの神経系を直接接続することで、腕や脚を使わずにメカニックの操縦が出来る
ロードラッシャー
正統なシティの逃がし屋として、ドライビングテクだけで任務を遂行する、どんな組織にも属さない一匹狼たち。『マキシマム』には未登場だが、『エクストリーム』にはマニューバのひとつとしてランドブラスターに統合された。『エクストリーム』のサプリメント『エンドレスホライゾン』にてサイドスタンスとして登場
ブロックバスター
「コンバットシェル」と呼ばれる人型メカニックを専門に乗りこなすクラス。『マキシマム』『エクストリーム』ではランドブラスターと統合された。『エクストリーム』のサプリメント『エンドレスホライゾン』にてサイドスタンスとして登場
ネットライナー
ハッカー。コンピュータネットワーク内にもぐりこんで様々な情報を盗み取ったり、遠隔地にある電子機器を乗っ取ったりできる。
ネットキャスター
各ローカルネット所属もしくはフリーのニュースキャスター。『マキシマム』『エクストリーム』ではキャラクタークラスではない。
ハッカー
ハッカー。ハンター協会に属している者をネットライナーと呼ぶが、属していないハッキング行為を行うものはハッカーと呼ばれる。『マキシマム』『エクストリーム』ではキャラクタークラスではない。
バウンサー
戦闘のプロフェッショナル。肉体を機械化したサイボーグも多い。
ハスラー
トレジャーハンター。ハンターとして必要な資質をバランス良く持っているのが特徴の、いわゆる何でも屋。トレジャーハントや賞金稼ぎを公的に認められている唯一のクラスであるため、ハスラーが居ないと、公的な賞金を受け取れない事どころか、それらの行為が罪になる可能性もある。
ブローカー
交渉の専門家。ハンターたちに仕事を斡旋する。『マキシマム』『エクストリーム』ではキャラクタークラスではない。『エクストリーム』のサプリメント『エンドレスホライゾン』にてサイドスタンスとして登場。
テック・ヒッピー
社会生活から逸脱し、有害か無価値なテクノロジーなど盛んにを実践するストリートパンクスの一種と言われる。ほとんどの者がネットワークを神のような存在として考えている。
『マキシマム』『エクストリーム』には未登場
ニューウェーブ・シャーマン
元々の意味は、ハイテクノロジーについていけなくなった一部の人々と都市との仲介者として、呪術の杖とハイテクノロジー機器を同時に扱える人々のことを示す。2150年の彼らは貧民たちのリーダーや難民街のインテリ層、新興宗教の教祖や教団員として存在する。『マキシマム』『エクストリーム』には未登場
ステイムアーチスト
サイバースペース内で音楽、映像などの作品を発表する電脳芸術家。『マキシマム』『エクストリーム』ではキャラクタークラスではない。
AHPオフィサー
対ハッカー公安組織の刑事。コンピュータ犯罪の予防および解決、AIの監査が主な任務。『マキシマム』『エクストリーム』ではキャラクタークラスではない。
イノセント
超能力の素質を持つものたち。交渉や情報収集も得意。『マキシマム』『エクストリーム』に登場
アンダーカバー
企業工作員。自らの正体を隠してハンターチームに潜入して他のPCたちの行動を内偵するのが役目。『マキシマム』のみに登場しているが、『エクストリーム』のサプリメント『エンドレスホライゾン』にてサイドスタンスとして登場している。
ボムサー
ボクシングから発展した殺人格闘技ボムシングの選手。『エクストリーム』のサプリメント『エンドレスホライゾン』にてサイドスタンスとして登場
アイオーン
膨大な電子的記憶、データ集積の海から生まれた電子情報生命体。『エクストリーム』のサプリメント『エンドレスホライゾン』にてサイドスタンスとして登場
AI
B級〜スーパー級のコンピュータ知性体。『エクストリーム』のサプリメント『エンドレスホライゾン』にてサイドスタンスとして登場
ミュータント
自然異変または人為的に遺伝子が変化した生物。人類起源で無い場合もある。『エクストリーム』のサプリメント『エンドレスホライゾン』にてサイドスタンスとして登場